# Jürgen Rieger

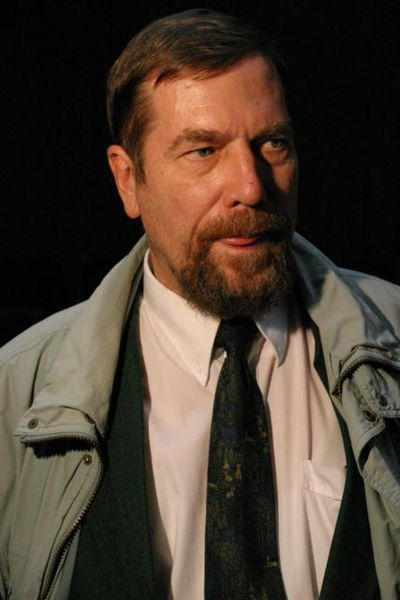
Jürgen Rieger

Jürgen Hans Paul Rieger (* 11. Mai 1946 in Blexen bei Nordenham; † 29. Oktober 2009 in Berlin) war ein deutscher Rechtsanwalt, Neonazi und Politiker (NPD). Neben seiner Tätigkeit als Strafverteidiger zahlreicher Rechtsextremisten war er als Multifunktionär der rechtsextremen Szene sowie als Holocaustleugner bekannt. Rieger vertrat Rassenkunde in der Tradition des nationalsozialistischen Rassenideologen Hans F. K. Günther, war Vorsitzender der völkisch-neuheidnischen Artgemeinschaft – Germanische Glaubens-Gemeinschaft wesensgemäßer Lebensgestaltung und Hauptorganisator des Rudolf-Heß-Gedenkmarsches.

## Leben
Jürgen Rieger wurde am 11. Mai 1946 in Blexen bei Nordenham als Sohn einer Ärztefamilie geboren. Sein Vater war Gynäkologe. Er selbst wurde Rechtsanwalt und eröffnete 1975 seine eigene Kanzlei.
Rieger verfügte über ein beträchtliches Vermögen, das er aus Erbschaften von verstorbenen Gesinnungsgenossen und aus Aktien- und Immobiliengeschäften gewinnen konnte. So war er Testamentsvollstrecker des verstorbenen Wilhelm Tietjen (geschätztes Vermögen: mehr als eine Million Euro). Auch Gertrud Herr hatte ihm ihr Vermögen vermacht. Den Nachlass verstorbener „Kameraden“ verwaltete Rieger unter dem Deckmantel der Briefkastenfirma Wilhelm-Tietjen-Stiftung für Fertilisation. Zudem betrieb Rieger lange Jahre zusammen mit seinem Vater einen lukrativen Campingplatz in Kollmar, den der jüngere Rieger zu einem Treffpunkt für Neonazis machte. Als sein Vater starb, kündigte ihm der Verpächter.
Während einer Sitzung des NPD-Parteivorstandes am 24. Oktober 2009 erlitt Rieger einen Schlaganfall, an dessen Folgen er am 29. Oktober 2009 starb. Jürgen Rieger hatte die rechtsextreme NPD nicht, wie von ihr erhofft, in seinem Testament berücksichtigt. Sein Vermögen erbte seine Familie, die keine Bezüge zur neonazistischen Szene haben soll.
Rieger galt als Sammler von Militaria. So unterhielt er beispielsweise einen Fuhrpark von Wehrmachtsfahrzeugen. Sein Verhalten wurde als cholerisch beschrieben und war von gelegentlichen heftigen Wutanfällen in der Öffentlichkeit geprägt. Privat war er eng mit Thomas Wulff befreundet. Rieger war verheiratet, seine Frau starb jedoch vor ihm. Er war Vater von vier Kindern. Nach seinem Tode veranstaltete die NPD eine Gedenkdemonstration für Rieger in Wunsiedel, zu der rund 800 Menschen erschienen.
Nach Riegers Tod teilte seine Familie mit, sie wolle nicht, dass Riegers Grabstätte zu einem Pilgerort für Rechtsextremisten werde. Angedacht sei deswegen eine Feuer- oder Seebestattung.

## Funktionen in Parteien und Vereinigungen

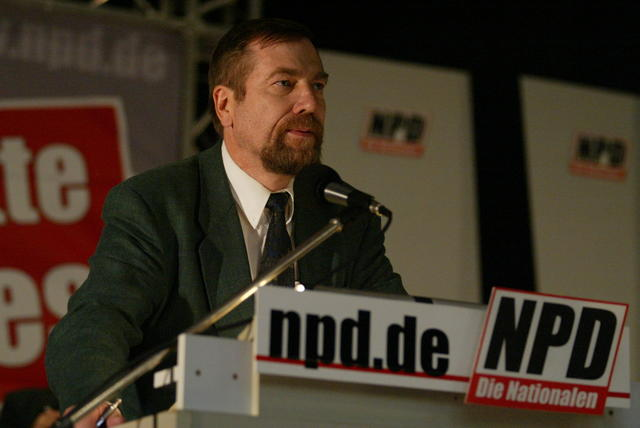
Jürgen Rieger beim NPD-Bundesparteitag 2006

Rieger begann seine politische Karriere bereits als Jurastudent, als er 1965 der Gruppe Aktion Oder-Neiße und im Jahr 1969 dem Bund Heimattreuer Jugend beitrat. 1968 war Rieger Mitglied des „Hamburger Republikanischen Studentenbunds Deutschlands / Republikanischer Schülerbund“ (RSD). 1969 hielt Rieger auf dem Jahrestreffen der Northern League im englischen Brighton eine Ansprache, in der er sich auf die rassenkundliche Tradition Hans F. K. Günthers berief. Auch im Folgejahr nahm er an der Tagung teil und forderte eine „Teutonische Föderation“ aufgrund gemeinsamen „Erbes“ und „Rassenursprungs“.
1970 war er Mitbegründer eines CSU-Freundeskreises (außerhalb Bayerns). 1972 wurde er Vorstandsmitglied im Nordischen Ring, Vorsitzender der Gesellschaft für biologische Anthropologie, Eugenik und Verhaltensforschung (GfbAEV; bis 1972: Deutsche Gesellschaft für Erbgesundheitspflege, ein rechtsextremer eingetragener Verein mit Sitz in Ellerau) und – bis zu seinem Tod – Herausgeber deren Zeitschrift Neue Anthropologie.
Des Weiteren übernahm Rieger Funktionen in der NPD und der 1995 verbotenen FAP. Ab den 1980er Jahren zählte er zu den Unterstützern der 1994 verbotenen Wiking-Jugend, ohne ihr anzugehören. 1989 stieg er zum Hauptfunktionär und Vorsitzenden der völkisch-neuheidnischen „Artgemeinschaft“ und Schriftleiter von deren Organ, der Nordischen Zeitung, auf. Ferner war er verantwortlich für die Mitteilungen des „Deutschen Rechtsschutzkreises / Deutsche Rechtsschutzkasse“ (DRSK) sowie führendes Mitglied im Norddeutschen Ring und der Northern League. Darüber hinaus trat er auch als Redner unter anderem bei der Nationalistischen Front auf und war am Aufbau des Nationalen Einsatz-Kommandos (NEK) von Meinolf Schönborn beteiligt, einem Vorgänger der Anti-Antifa.
1991 wurde er Vorstandsmitglied vom Heide-Heim e. V., dem Trägerverein eines Geländes in Hetendorf. Hier richtete Rieger als Organisator bis zu ihrem Verbot 1998 die Hetendorfer Tagungswochen aus, die zur Sommersonnenwende stattfanden, sowie ein Pfingstlager „für Deutsche“. Neben den politischen Schulungen wurden hier auch Wehrsportübungen abgehalten. Wie der Aussteiger aus der Neonaziszene Ingo Hasselbach berichtete, hatte Rieger auch im Sommer 1990 auf einem Bundeswehrgelände, der Wagrien-Kaserne im schleswig-holsteinischen Putlos, eine Wehrsportübung organisiert, die als Treffen von „Liebhabern militärischer Fahrzeuge“ angemeldet worden war.
2006 trat Rieger in die NPD ein und wurde noch im gleichen Jahr auf deren Bundesparteitag in den Vorstand gewählt, wo er das Amt „Referat Außenpolitik“ innehatte. Rieger wurde auf dem Landesparteitag der Hamburger NPD am 25. Februar 2007 zum neuen Landesvorsitzenden, am 24. Mai 2008 dann auch zum stellvertretenden Bundesvorsitzenden der NPD gewählt. Im April 2009 wurde er in seinem Amt bestätigt.

### Riegers Verhältnis zur NPD
Der NPD, deren Politik Rieger lange Zeit als zu gemäßigt ansah, stand Rieger zunächst kritisch bis ablehnend gegenüber. Erst nachdem sich die Partei der gewaltbereiten Szene der Freien Kameradschaften öffnete, trat Rieger der NPD im Jahre 2006 bei. Seitdem galt er als Vertreter des neonazistischen Flügels der Partei. Bereits 2005 kandidierte Rieger als Parteiunabhängiger auf der NPD-Liste als Spitzenkandidat für die Hamburger NPD, deren Führung er 2006 übernahm. Rieger unterstützte den Parteivorsitzenden Udo Voigt, zu dessen Stellvertreter er 2008 gewählt wurde. Seine parteiinternen Widersacher fand Rieger in Udo Pastörs und Holger Apfel, die einem gemäßigteren Flügel der NPD zugerechnet werden. Rieger stützte wiederholt die NPD mit Darlehen und Krediten, bedachte die NPD allerdings nicht direkt in seinem Testament.

## Öffentliche Wahrnehmung

### Rieger als Rechtsanwalt
Rieger war als Anwalt am Hanseatischen Oberlandesgericht zugelassen. Er spezialisierte sich unter anderem auf das Erbrecht. Seit 1992 war er Mitglied des bestehenden und von der Hamburger Anwältin Gisela Pahl geleiteten Deutschen Rechtsbüros, einer Vernetzung rechtsextremer Anwälte. Seit den 1970er Jahren vertrat Rieger zahlreiche Rechtsextremisten und Holocaustleugner vor Gericht bzw. in Verwaltungsverfahren, darunter Michael Kühnen, Christian Worch, Horst Mahler, Thies Christophersen, Ernst Zündel, Jürgen Mosler, Berthold Dinter und Mitglieder der Musikgruppe Kraftschlag.
Die besonderen Freiheiten des Verteidigers nutzte Rieger wiederholt, um selbst volksverhetzende Propaganda zu betreiben, so z. B. in den Prozessen um Arpad Wigand, Thomas Wulff und Ernst Zündel (siehe unten den Abschnitt Strafverfahren).
Zu seiner Taktik zählte weiterhin die Verschleppung von Prozessen. So verlangte er beispielsweise 1993 in einem Verfahren vor dem Landgericht Stuttgart gegen die Gründer des „Komitees zur Vorbereitung der Feierlichkeiten zum 100. Geburtstag Adolf Hitlers“ (kurz KAH) die Vernehmung von 500 Zeugen, woraufhin er als Pflichtverteidiger abgelöst wurde.
Letztlich war dieser Taktik kein großer Erfolg beschieden. Rieger trug als Verteidiger in einem mehrjährigen Strafprozess vor dem Landgericht Hamburg dazu bei, dass – ein Novum in der deutschen Rechtsgeschichte – ein Beschluss des Bundesgerichtshofs zustande kam, in dem es sinngemäß heißt: „Bei zur Prozeßverschleppung gestellten Beweisanträgen ist es zur Verhinderung weiterer Verfahrensverzögerung möglich, den Verfahrensbeteiligten eine Frist zu setzen. Nach Ablauf dieser Frist werden danach gestellte Beweisanträge erst in der Urteilsbegründung beschieden.“

### Immobilien

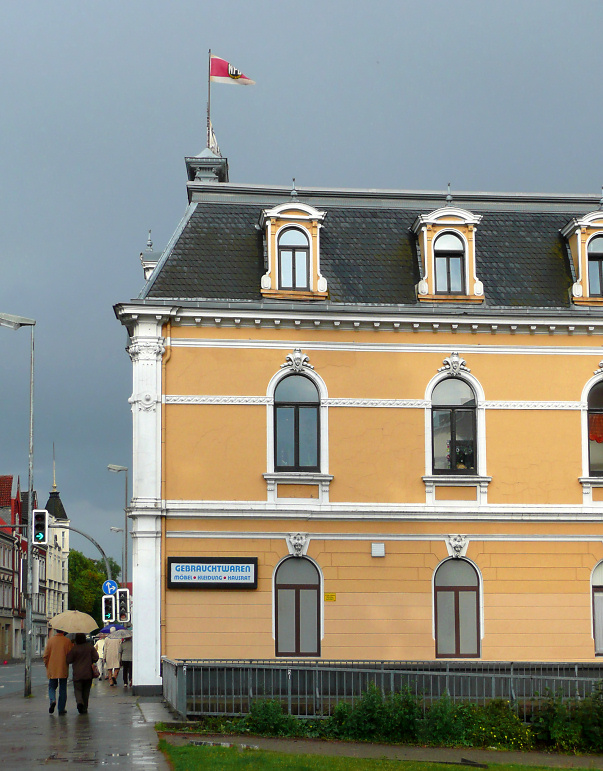
Riegers Gebäudekomplex mit gehisster NPD-Flagge in Hameln

Rieger erwarb immer wieder Immobilien, die als Tagungs- und Versammlungszentren für Treffen der Rechtsextremisten und Neonazis dienen sollten. Die Herkunft der Gelder ist nicht geklärt. Er selbst sprach in einem Interview 2005 von „Grundstücksspekulationen“, ein anderer Teil des Kapitals stamme aus Hinterlassenschaften von Altnazis, die wollten, „dass ihr Vermögen der Bewegung“ zugutekomme.
1978 erwarben zwei durch Rieger dominierte Vereine am Rand der Lüneburger Heide einen Bauernhof, in dem Rieger das Schulungszentrum „Hetendorf 13“ bei Hermannsburg gründete. Es diente jahrelang als Szenetreffpunkt, bis das Gelände nach dem Verbot der beiden Trägervereine 1998 enteignet wurde. Später wollte Rieger im Landkreis Celle ein rechtsextremes Schulungszentrum etablieren. Nach einer juristischen Auseinandersetzung mit der Gemeinde Faßberg war letztlich der Erwerb eines Hotels als Bieter bei der angekündigten Zwangsversteigerung geplant.
1995 erwarb er in der Nähe von Mariestad in Südschweden für etwa 1,6 Millionen Euro das Anwesen „Sveneby Säteri“, ein burgähnliches Herrenhaus mit 650 Hektar Land. Angeblich sind wegen der dort angesiedelten ökologischen Schweinezucht, die Rieger mit übernommen hatte, trotz Protesten der schwedischen und deutschen Regierung, EU-Gelder in Höhe von jährlich 300.000 Mark an ihn geflossen. Mit Anzeigen versuchte Rieger, „reinrassige“ Deutsche zur Umsiedlung dorthin zu bewegen, die fernab von vermeintlich schädlichen Einflüssen „germanische Nachkommen“ großziehen sollten. Dieses Projekt ist bislang nicht erfolgreich, da sich offensichtlich nicht genügend Umsiedler fanden. Stattdessen wurde im Herbst 2003 bekannt, dass sich schwedische Neonazis in der Gegend des Anwesens konzentrierten, nachdem der führende schwedische Rechtsextremist Klas Lund ein weiteres Gelände von 650 Hektar in unmittelbarer Nähe des Gutes Sveneby erworben hatte. Bis November 2003 waren mindestens vier Personen aus dem Führungskreis der „Schwedischen Widerstandsbewegung“ (SMR) dort eingezogen, einer Nachfolgeorganisation der antisemitischen Gruppe Weißer Arischer Widerstand, eines schwedischen Ablegers der amerikanischen Vereinigung White Aryan Resistance. Nach schwedischen Angaben hatten die SMR und die „Nationalsozialistische Front“ in geheimen Lagern in den Wäldern Waffentechnik und Selbstverteidigung trainiert. Nach Angaben der Zeitung Expressen brannte ein Nebengebäude des Herrenhauses von Rieger in der Nacht auf den 7. Dezember 2003 nieder.
Auch in Deutschland waren in den letzten Jahren mehrere Immobilien in den Besitz Riegers gelangt und dienten häufig ähnlichen Zwecken bzw. zunächst lediglich als Geldanlage. 1999 hatte er einen angeblich etwa 2 Millionen Euro teuren Gebäudekomplex mit einem Kino in Hameln erworben, zu dem auch Wohnungen und mehrere Ladengeschäfte gehörten. Als Rieger dort im Jahr 2005 eine Tagung mit bekannten Neonazigrößen und „volkstümlicher“ Musik veranstalten wollte, wurde diese vom Landgericht Lüneburg mit der Begründung verboten, in dem Gebäude seien Baumängel festgestellt worden. Als Zeichen des Protestes gegen das Veranstaltungsvorhaben organisierten die Bewohner Hamelns zudem einen „Ring um die Altstadt“, der ihre Ablehnung gegenüber Rieger und Neonazis überhaupt demonstrieren sollte.
Nach 2003 erwarb Rieger zwei Immobilien im Namen der Wilhelm-Tietjen-Stiftung für Fertilisation Ltd.: das Schützenhaus in Pößneck und den Heisenhof in Dörverden. Ein geplanter Kauf des „Hotels am Stadtpark“ in Delmenhorst scheiterte.
Die Wilhelm-Tietjen-Stiftung wurde im August 2006 wegen eines fehlenden Geschäftsberichts aufgelöst. Auf Antrag der Stadt Pößneck hatte das Amtsgericht Jena im März 2007 den Pößnecker CDU-Stadtrat und Rechtsanwalt Alf-Heinz Borchardt als Nachtragsliquidator eingesetzt. Der Beschluss des Amtsgerichtes wurde durch das Landgericht Gera jedoch aufgehoben. Das Thüringer Oberlandesgericht bestätigte „erhebliche Verfahrensfehler“ und verwies die Angelegenheit zur erneuten Entscheidung an das Amtsgericht Jena zurück. Das Amtsgericht beauftragte daraufhin den Erfurter Rechtsanwalt Görge Scheid mit der Abwicklung des in Deutschland befindlichen Vermögens der „Wilhelm Tietjen-Stiftung für Fertilisation Limited als Restgesellschaft mit dem Sitz in Großbritannien“. Anfang Mai 2008 gelang es Rieger, die Limited zu reaktivieren, was die Abberufung des Nachtragsliquidators durch das Amtsgericht Jena zur Folge hatte.
Rieger besaß weitere Immobilien in Schleswig-Holstein (Hummelfeld) und Mecklenburg-Vorpommern.
Ende September 2007 kaufte er gegen den Widerstand aller Ratsfraktionen und der meisten Meller Bürger das Bahnhofsgebäude von Melle in Niedersachsen. Rieger trat jedoch Ende November 2007 von diesem Kauf zurück, nachdem der Stadtrat und die Verwaltung von Melle den Bebauungsplan für das Bahnhofsviertel über drei Jahre hinaus festgelegt und alle Nutzungsänderungen an dem denkmalgeschützten Gebäude für Zwecke der NPD untersagt hatten.
Im September 2008 wollte Rieger einen Gasthof in Warmensteinach erwerben.
Nach Berichterstattung des Focus und eigenen Angaben gründete er zusammen mit anderen Rechtsextremisten wie Thomas Wulff und Dieter Riefling im Juli 2009 in Wolfsburg einen Museumsverein. Es wurde angestrebt, an die NS-Organisation Kraft durch Freude sowie die Entwickler des KdF-Wagens zu erinnern. Die Stadt Wolfsburg wehrte sich gegen das Vorhaben und kaufte das Gebäude nach Riegers Tod auf.
Insgesamt jedoch schätzte das Bundesamt für Verfassungsschutz die vermeintlichen Erwerbsabsichten von Rieger als fingiert ein, da diese „in etlichen Fällen jedoch darauf abzielen dürften, in Absprache mit dem Besitzer bei schwer vermittelbaren Immobilien am Verkaufserlös zu partizipieren“, weil „die betroffenen Kommunen sich durch den öffentlichen Druck oftmals veranlasst sahen, die in Rede stehenden Immobilien im Rahmen ihres Vorkaufsrechts selbst zu übernehmen, wobei die Kaufpreise den realen Marktwert mitunter deutlich überstiegen.“

### Rudolf-Heß-Gedenkmarsch
Rieger war Hauptorganisator und Initiator des Rudolf-Heß-Gedenkmarsches in Wunsiedel. Viele Jahre war er aktiv an der Demonstration beteiligt.
Im Jahre 2004 erlebte der Marsch seinen Höhepunkt, als nach Polizeiangaben etwa 5.000 Rechtsextremisten teilnahmen. Mehr als doppelt so viele Demonstranten, unter ihnen der CSU-Bürgermeister von Wunsiedel, beteiligten sich aktiv an Gegendemonstrationen und Sitzdemos.
Rieger hatte die Kundgebungen zum Gedenken an Rudolf Heß bis zum Jahr 2010 angemeldet, doch der Marsch, der für den 28. August 2005 angesetzt war, wurde vom Landratsamt Wunsiedel untersagt. Rieger strengte daraufhin eine Klage an, mit der er über mehrere Instanzen erfolglos blieb. Dabei argumentierte er, dass die Verschärfung des Strafrechts (§ 130 Abs. 4 StGB), die das Eintreten für den Nationalsozialismus unter Strafe stellt, gegen die im Grundgesetz garantierte Meinungsfreiheit verstoße. Einschränkungen der Meinungsfreiheit seien lediglich zulässig, wenn sie allgemein sind. Das Bundesverfassungsgericht lehnte die eingelegten Rechtsmittel bis zur endgültigen Entscheidung immer wieder vorläufig ab. Bei der schließlich Ende 2009 gefällten Wunsiedel-Entscheidung stimmte das höchste deutsche Gericht Rieger zwar zu, dass es sich bei der Verschärfung des Volksverhetzungsparagraphen um eine Sonderbestimmung handele, dennoch sei das Gesetz ein zulässiger Eingriff in den Schutzbereich der Meinungsfreiheit. Das Grundgesetz kann als expliziter Gegenentwurf zum Nationalsozialismus verstanden werden, was eine Einschränkung der Meinungsfreiheit ausnahmsweise rechtfertige.

### Einschätzung des Verfassungsschutzes
Die Tätigkeiten von Jürgen Rieger, darunter der Versuch der Etablierung des Rudolf-Heß-Gedenkmarsches, die Bestrebungen von Immobilienkäufe für die NPD zum Aufbau „rechtsextremistischer Schulungszentren“, die Beteiligung an einer Demonstration im Oktober 2006 für die Revision des Nürnberger Kriegsverbrecherprozesses von 1945/46, sowie seine Wahl zum Stellvertreter der Bundes-NPD und zum Landesvorsitzenden der Hamburger NPD, wurden zwischen 2005 und 2008 vom Verfassungsschutz beobachtet.
Dieser stufte in den Verfassungsschutzberichten Rieger mehrfach als „Neonazi“, „Rechtsextremisten“. und „Protagonisten des Neonazi-Lagers“ ein.

## Strafverfahren
Rieger selbst wurde mehrfach rechtskräftig verurteilt: 1971 war er an der vorgetäuschten Entführung von Berthold Rubin beteiligt. 1974 wurde er wegen Volksverhetzung und schwerer Körperverletzung angeklagt, jedoch zunächst von einem Würzburger Gericht freigesprochen. Im gleichen Jahr wurde Rieger wegen zwei Fällen von Körperverletzung im Zusammenhang mit einer Demonstration der „Aktion Widerstand“ am 31. Oktober 1970 in Würzburg zu einer Geldstrafe von 3500 DM verurteilt.
1981 behauptete er im Verfahren gegen seinen Mandanten, den ehemaligen SS-Sturmbannführer Arpad Wigand, dass im Warschauer Ghetto kein Jude verhungert wäre, wenn die Ghetto-Insassen untereinander Solidarität geübt hätten. Daraufhin wurde gegen Rieger zunächst eine Geldstrafe verhängt. Der Bundesgerichtshof hob diese 1987 jedoch auf, da ihm zugutegehalten wurde, als Verteidiger in „Wahrnehmung berechtigter Interessen (§ 193 StGB) seines Mandanten“ gehandelt zu haben.
1989 wurde Rieger vom Landgericht Hamburg wegen anwaltlichen Parteiverrats (strafbarer Verrat der Interessen seines Mandanten zugunsten der Gegenpartei) rechtskräftig zu einem Jahr Freiheitsstrafe verurteilt. Die Strafe wurde zur Bewährung ausgesetzt.
Nachdem er 1993 in einem alten Militärfahrzeug der Waffen-SS durch Reinbek bei Hamburg gefahren war, wurde er im darauffolgenden Jahr wegen Verwendung verfassungsfeindlicher Symbole zu einer Geldstrafe in Höhe von 14.400 Mark verurteilt. Die SS-Runen auf dem historischen Nummernschild seien nicht ausreichend abgedeckt gewesen.
1996 hatte Rieger den Hamburger Neonazi Thomas Wulff in einer Strafsache wegen Volksverhetzung vertreten, da dieser in dem neonazistischen Blatt index den Holocaust geleugnet hatte. Zur Entlastung seines Mandanten hatte Rieger daraufhin beantragt, als Sachverständigen einen Diplom-Chemiker zu vernehmen, der die These untermauern werde, dass unter dem NS-Regime Vergasungen von Menschen im KZ Auschwitz-Birkenau mit Zyklon B „nicht stattgefunden“ hätten. Daraufhin wurde er selbst wegen Volksverhetzung angeklagt. Das Verfahren gegen Rieger endete zunächst mit einem Freispruch, doch hob der in Leipzig ansässige 5. Strafsenat des Bundesgerichtshofes im April 2002 diesen auf. Das Verfahren wegen Volksverhetzung wurde an eine andere Kammer des Landgerichts Hamburg zur neuerlichen Verhandlung verwiesen. Dieses Verfahren endete im April 2003 mit einer Verurteilung Riegers zu einer Geldstrafe in Höhe von 80 Tagessätzen zu je 42 Euro, wobei dem Angeklagten strafmildernd zugutekam, dass die Tat bereits sieben Jahre zurücklag.
2007 wurde Rieger erneut wegen Körperverletzung verurteilt. Gegen ihn wurde eine Geldstrafe von 4500 Euro verhängt. Nach den Feststellungen des Landgerichtes Magdeburg hatte er am Rande einer Demonstration einen Kreistagsabgeordneten der PDS ins Gesicht geschlagen.
Im September 2007 erhob die Staatsanwaltschaft Mannheim Anklage gegen Rieger wegen Volksverhetzung. Ihm wurde vorgeworfen, als Verteidiger des Holocaust-Leugners Ernst Zündel in neun Fällen öffentlich den nationalsozialistischen Völkermord an den Juden abgestritten oder verharmlost zu haben. Zudem strebte die Staatsanwaltschaft ein Berufsverbot gegen Rieger wegen seiner einschlägigen Vorstrafen an.